# Književnost u 1592.
◄◄ | ◄ | 1589. | 1590. | 1591. | 1592.  | 1593. | 1594. | 1595. | ► | ►►
Arhitektura • Astronomija • Glazba • Kazalište • Kiparstvo • Knjige • Književnost • Kršćanstvo • Medicina • Politika • Pravo • Promet • Slikarstvo • Znanost
Književnost u 1592.

## Hrvatska i u Hrvata

### Rođenja
- 1591. ili 1592. – Ivan Bunić Vučić, hrvatski pjesnik († 1658.)

## Vanjske poveznice
|  | Zajednički poslužitelj ima još gradiva o temi Književnost u 1592. |